# 石崎 (筑紫野市)
石崎（いしざき）は、福岡県筑紫野市にある地名。住居表示が実施している石崎一丁目から石崎三丁目までと住居表示の実施されていない「大字石崎」もある。郵便番号は818-0068。2025年（令和7年）1月末日現在の人口は3,145人。

## 概要
筑紫野市の中心部に位置し、北側は二日市南・紫、東側は針摺東・針摺中央・針摺北、南側は針摺西・立明寺、西側は上古賀と接する。

## 歴史
1889年（明治22年）の町村制施行により御笠郡山口村及び二日市村が成立。1895年（明治28年）8月27日に二日市村は町制施行し御笠郡二日市町となる。1896年（明治29年）4月1日の郡制施行により御笠郡は席田郡・那珂郡とともに筑紫郡となったため筑紫郡山口村及び筑紫郡二日市町となる。1955年（昭和30年）3月1日に山口村及び二日市町は筑紫村・御笠村・山家村と合併し筑紫野町となる。1972年（昭和47年）4月1日に筑紫野町は市制施行し筑紫野市となる。

### 町域の変遷
| 町名町界整理実施後   | 実施年月日         | 住居表示実施前                     |
| -------------------- | ------------------ | ---------------------------------- |
| 石崎一丁目から三丁目 | 2004年（平成16年） | 大字石崎・二日市・紫・針摺の各一部 |

## 施設
- 筑紫野市役所

## 交通

### 道路
- 国道3号
- 福岡県道112号福岡日田線

### 鉄道
地域内に駅は無いが以下の路線が通過している
- JR鹿児島本線
- 西鉄天神大牟田線

### バス
- 西鉄バス